# 沃伊切赫·巴尔特尼克
沃伊切赫·巴尔特尼克（波蘭語：Wojciech Bartnik，1967年12月2日—），波兰男子拳击运动员。他曾代表波兰参加1992年、1996年和2000年夏季奥林匹克运动会拳击比赛，其中1992年奥运会获得一枚铜牌。